# Wonder Man (film)
Wonder Man is een Amerikaanse muziekfilm uit 1945 in technicolor onder regie van H. Bruce Humberstone. De film is het debuut van Vera-Ellen, werd vier keer genomineerd voor een Oscar en won uiteindelijk de Oscar voor Beste Speciale Effecten.

## Verhaal
Danny Kaye speelt een vervreemde identieke tweeling, met een identiek uiterlijk, maar compleet verschillende persoonlijkheden. Buster Dingle, die door het leven gaat onder de artiestennaam "Buzzy Bellow", is een luidruchtige en grappenmakende artiest die optreedt in een dure nachtclub. Edwin Dingle is een rustige en intelligente boekenwurm die er moeite mee heeft omgeven te zijn door vrouwen. De broers hebben elkaar in jaren niet gezien.
Wanneer de beruchte "Ten Grand" Jackson een moord pleegt, is Buzzy hier getuige van en wordt daarom ook vermoord. Hij keert terug als geest en schakelt de hulp in van zijn broer om gerechtigheid te krijgen. Om dit te doen, moet de verlegen Edwin tijdelijk de rol van de arrogante Buzzy opnemen, hetgeen niet eenvoudig is. Ondertussen moet hij ook nog eens voorkomen dat Jackson opnieuw toeslaat en belandt hij in een liefdesdilemma, aangezien Buster verloofd was met entertainer Midge, terwijl een medewerker in de bibliotheek haar zinnen zet op Edwin.

## Rolverdeling
| Acteur          | Personage                 |
| --------------- | ------------------------- |
| Danny Kaye      | Edwin Dingle/Buzzy Bellew |
| Virginia Mayo   | Ellen Shanley             |
| Vera-Ellen      | Midge Mallon              |
| Donald Woods    | Monte Rossen              |
| S.Z. Sakall     | Schmidt                   |
| Steve Cochran   | "Ten Grand" Jackson       |
| Allen Jenkins   | Chimp                     |
| Edward Brophy   | Torso                     |
| Natalie Schafer | Mrs. Hume                 |